# Station Sędzisław
Station Sędzisław is een spoorwegstation in de Poolse plaats Sędzisław.